# Lángvörös pontylazac
A lángvörös pontylazac (Hyphessobrycon flammeus) a sugarasúszójú halak (Actinopterygii) osztályának pontylazacalakúak (Characiformes) rendjébe, ezen belül a pontylazacfélék (Characidae) családjába tartozó faj.

## Előfordulása
A lángvörös pontylazac eredetileg Brazília területén volt honos; főleg a patakok és tengerpartközeli folyók lakója volt. Manapság azonban feltételezik, hogy a vadonból kihalt.

## Megjelenése
Testhossza legfeljebb 2,6 centiméter. Megfelelő tartás mellett, a testének alsó fele lángvörös. 31-32 csigolyája van. A hátúszóján 11-12 tüske és 24-29 sugár látható.
|  |

## Életmódja
Trópusi pontylazac, amely a 22-28 Celsius-fokos vízhőmérsékletet és az 5,8-7,8 pH értékű vizet kedveli. Nagy rajokat alkot, azonban ezen belül a hímek gyakran agresszívek egymással szemben. Mindenevő, de kedveli az élő zsákmányt; mint például a férgeket és rovarokat.

## Szaporodása
A nőstény 200-330 ikrát rak, a meder törmeléke közé. Az ivadék körülbelül 2-3 nap múlva kell ki. Ha élete során nem eszi meg semmi, akkor elérheti a 4 éves kort is.

## Felhasználása
Habár feltételezett a vadonbeli kihalása, mivel kedvelt akváriumi hal, mentes a teljes kihalástól. Az ember ipari mértékben tenyészti és kereskedik vele. Az akváriuma legalább 60 centiméter hosszú kell hogy legyen; rajhalként fajtársaira van szüksége, emiatt 5 vagy több példány ajánlott. Általában egy hím és több nőstény.